# تونی دا کوستا پینو
تونی دا کوستا پینو (به پرتغالی: Tony Heleno da Costa Pinho) هافبک، مدافع اهل برزیل است که در شهر کویابا و در تاریخ ۱۵ دسامبر ۱۹۸۳ به دنیا آمده‌است.
تونی دا کوستا پینو در تیم‌های فوتبال Avaí سابقهٔ حضور دارد.